# Маршово
Маршо́во — село в Комсомольском районе Ивановской области, входит в состав Писцовского сельского поселения. 

## География
Село расположено на берегу реки Уводь в 12 км на юго-восток от центра поселения села Писцово и в 31 км на северо-восток от райцентра города Комсомольск.

## История
В 1794 году на средства княгини Анны Алексеевны Гундоровой вместо бывшей деревянной церкви построена была каменная церковь с колокольней и оградой. Престолов в церкви было два: в холодной — в честь Нерукотворного Образа Господа Иесуса Христа и в теплой — во имя Святых Благоверных Князей Бориса и Глеба. В селе имелась школа грамоты
В конце XIX — начале XX века село входило в состав Кочневской волости Шуйского уезда Владимирской губернии. В 1859 году в селе числилось 21 двор, в 1905 году — 24 двора.

## Население
| 1859 | 1905 |
| ---- | ---- |
| 174  | 133  |

| 1859 | 1905 | 2010 |
| ---- | ---- | ---- |
| 174  | ↘6   | ↗10  |

## Достопримечательности
В селе находится действующая Церковь Спаса Нерукотворного Образа